# Joaquina Muñoz Domínguez
Joaquina Muñoz y Domínguez (Pontevedra, 1832—Madrid, 28 de maig de 1864), també coneguda com Joaquina Muñoz de Fontán, va ser una aristòcrata i pianista espanyola.
Va néixer a Pontevedra l'any 1832. Era filla de José Antonio Muñoz y Sánchez i de Josefa Domínguez y Muñoz, comtes de Retamoso i ambdós naturals de Tarancón. Va tenir cinc germans, entre els quals destaca Pascual Muñoz, successor del seu pare en el títol. Era neboda d'Agustín Fernando Muñoz, duc de Riansares, i de Maria Cristina de Borbó.
En l'àmbit musical, fou deixebla de Juan María Güelbenzu. En opinió de Baltasar Saldoni, que va assistir a diversos concerts on va tocar Muñoz, organitzats habitualment pels comtes de Retamoso a casa seva –als quals assistia bona part de l'aristocràcia–, va ser una de les pianistes més destacades del moment, malgrat no dedicar-s'hi professionalment, gaudia d'una gran habilitat i expressivitat en tots els gèneres que tocava. També va participar en diverses vetllades musicals i concerts al Palau Reial durant el regnat d'Isabel II, interpretant diverses peces amb la col·laboració de la seva tieta i el seu mestre.
En l'àmbit personal, es va casar amb l'escriptor i bibliotecari de la Casa Reial Joaquín Fontán Rodríguez, que va ser també diputat a Corts, amb qui va tenir dues filles, Matilde i María Dolores.
Muñoz va morir a Madrid el 28 de maig de 1864 a causa d'una greu malaltia. Va ser enterrada al cementiri de San Isidro.